# Salma Kuzbari
Salma al-Haffar Kuzbari (Damasco, 1 de mayo de 1923 - Beirut, 11 de agosto de 2006; en árabe: سلمى الحفار الكزبري‎) fue una escritora, poetisa y traductora sirio-libanesa. Destacó por su crítica literaria, la biografía sobre la activista por los derechos de las mujeres y escritora May Ziade, y por sus escritos sobre la región española de Andalucía, en particular por el libro Los dos ojos de Sevilla.

## Juventud y educación
Salma al-Haffar Kuzbari nació en una familia distinguida en Damasco en 1923. Su padre, Lutfi al-Haffar, sirvió brevemente como primer ministro de Siria en 1939. Él la apoyó en su carrera profesional. Tras asistir inicialmente a una escuela religiosa musulmana, estudió árabe, inglés y francés en una escuela franciscana privada en un momento en que la educación para niñas era inusual en Siria. Después estudió ciencias políticas por correspondencia con una universidad jesuita en Beirut, aunque no completó la licenciatura.

## Carrera profesional

### Escritura
En 1940, Kuzbari publicó su primer trabajo en Al Ahad, una revista de Damasco. Una década después, publicó su primer libro, el autobiográfico Hala's Diaries, en 1950. Creó una serie de colecciones de cuentos en las décadas de 1950 y 1960, así como dos colecciones de poesía en francés, Solitary Rose en 1958 y Yesterday's Scent en 1966.
Desde los inicios de su carrera literaria, la escritura de Kuzbari abordó la vida interior de las mujeres, un tema poco frecuente en la literatura siria de la época.
Pasó muchos años viviendo en el extranjero, especialmente en España, donde trabajó en la Embajada de Siria. Allí se interesó profundamente por el Siglo de Oro español en Andalucía . Esta experiencia influyó tanto en su novela más aclamada, Los dos ojos de Sevilla (1965), como en sus memorias de 2000 Memorias españolas y andaluzas con Nizar Kabbani y sus Cartas, en la que se inspiró en su amistad con el poeta Nizar Qabbani. Sus contribuciones a la erudición siria sobre Andalucía se consideran significativas, y por su trabajo sobre esta materia recibió una medalla del gobierno español en 1964 y el Premio de Literatura Mediterránea de la Universidad de Palermo en 1980.
En 1970, publicó un segundo libro autobiográfico, Amber and Ashes. Seguida en 1974 por la novela Bitter Oranges, que trata sobre la vida de las jóvenes palestinas en medio del conflicto palestino-israelí. También escribió una biografía del escritor George Sand en 1979.
Kuzbari es también conocida por su trabajo sobre la pionera escritora palestino-libanesa May Ziade. Dedicó 17 años a investigar a Ziadeh y escribió varios libros sobre su vida entre los que se incluyen: May Ziadeh and the Tragedy of Genius (1961) y Blue Flame: The Love Letters of Kahlil Gibran to May Ziadeh (1979) que fue ampliamente traducido.
En 1995, recibió el premio King Faisal Prize de Lengua y Literatura Árabe por su trabajo.
En 1994, Kuzbari publicó su primer y único poemario en español, La víspera del viaje. Su obra final, publicada en 1995, fue una biografía de su padre, Lutfi al-Haffar: 1885-1968.

### Activismo
Además de estudiar y hacer crónicas de las vidas de mujeres destacadas, Kuzbari también era feminista y activista por los derechos de las mujeres. A una edad temprana rechazó el hiyab negro tradicional, prefiriendo un pañuelo blanco en la cabeza. Participó en varias organizaciones de mujeres y asistió a conferencias internacionales de derechos humanos.
Kuzbari cofundó en 1945 la organización benéfica infantil Mabarat al Taleem wa al-Muwasaat (Asociación Mabarra para la Educación y la Consolación), que se ocupaba de los jóvenes huérfanos.

## Vida personal
En 1941, se casó con Mohammed Karami pero fue asesinado un mes después de que naciera su primer hijo. Mohammed era hermano del líder independentista libanés Abdul Hamid Karami.
Kuzbari se volvió a casar en 1948 con el diplomático sirio Nader al-Kuzbar. Tuvieron dos hijas y pasaron muchos años viviendo en varios países de América Latina y Europa, donde él trabajó como embajador en Argentina, Chile y España. Finalmente ella murió en Beirut en 2006 a los 83 años.

## Trabajos destacados

### No ficción
- Mai Ziadeh and the Tragedy of Genius (1961)
- Outstanding Women (1961)
- Blue Flame: The Love Letters of Kahlil Gibran to May Ziadeh (1979)
- George Sand (1979)
- Lutfi al-Haffar: 1885-1968 (1995)

### Memoria
- Hala's Diaries (1950)
- Amber and Ashes (1970)
- Love After Fifty (1989)
- Spanish and Andalusian Memories with Nizar Kabbani and his Letters (2000)

### Poesía
- Solitary Rose (1958)
- Yesterday's Scent (1966)
- The Eve of the Voyage (1994)

### Novelas
- The Two Eyes of Seville (1965)
- Bitter Oranges (1974)

### Colecciones de cuentos
- Deprivation (1952)
- Corners (1955)
- The Westerner (1966)
- The Grief of Trees (1986)